# František Braun

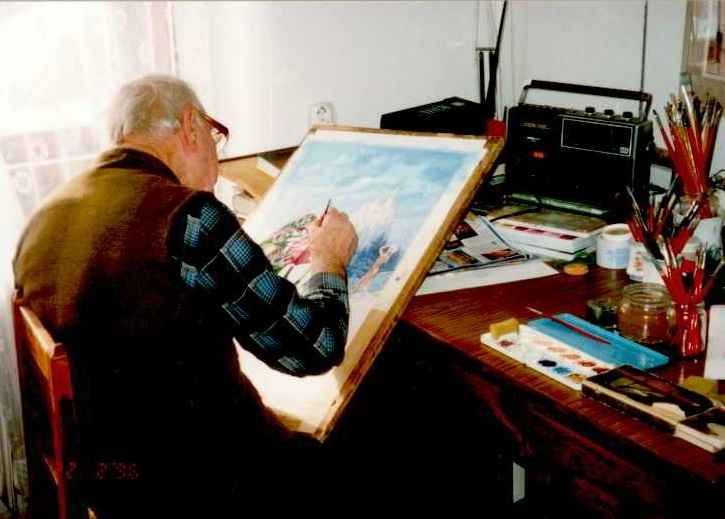
František Braun zachycen při malování obrazu Bajaja

František Braun (9. listopadu 1912, Nepomuk u Rožmitálu pod Třemšínem – 28. dubna 2003, tamtéž) byl český animátor, výtvarník, scenárista a režisér. Po boku Jiřího Trnky ovlivnil český animovaný film.

## Profesní dráha a život
V pražském Studiu loutkového filmu se stal zprvu asistentem a malířem pozadí, později mu Trnka svěřil animaci postaviček a rekvizit. Spolupracoval na Trnkových filmech Špalíček (1947), Bajaja (1950), Staré pověsti české (1953), Sen noci svatojanské (1959) a dalších.
Od roku 1974 žil znovu trvale v Nepomuku, kde 28. dubna 2003 zemřel. V důchodu byl navštěvován řadou známých umělců nejen z Čech. Při návštěvě japonských filmařů byl natočen dokumentární film o Františku Braunovi pro Japonsko.

## Filmografie
- 1947 Špalíček (animátor)
- 1949 Árie prérie (spolupráce)
- 1950 Bajaja (scenárista, animátor)
- 1952 Staré pověsti české (animátor)
- 1957 Paraplíčko (výtvarník)
- 1965 Kouzelník (výtvarník)
- 1966 Do lesíčka na čekanou (výtvarník)
- 1969 O starém psu Bodříkovi (režie, scénář, výtvarník)
- 1973 Poklad v pyramidě (výtvarník)
- 1976 Uloupený obraz (výtvarník)
- 1978 Kačička Modropierko (TV film, výtvarník)
- 1983 Kterak jsem o milého a o očičko přišla (výtvarník)
- 1987 Putovanie kukučky Kukulienky (výtvarník)

Prvním samostatným úspěchem bylo výtvarné ztvárnění filmu Kouzelník (1965), Kačenka a kukačka v režii Ivana Renče. Film Jiřího Brdečky Do lesíčka na čekanou získal Velkou cenu XII. dnů krátkého filmu v Tours. Film byl též oceněn v Československu, Austrálii a Irsku.

## Ostatní
Obrázků, malovaných většinou technikou kvaše, si brzy povšimli přátelé a obdivovali je Trnkovi známí – Jan Werich, Zdenek Seydl či Jiří Brdečka, kteří ho požádali o namalování obrazů na míru. Brdečka si vyžádal Orfea, Werich – Rusalku, Trnka – Výjev z bible. Na zámek Kratochvíle pro stálou výstavu namaloval dva obrazy na zakázku.[zdroj?]

## Dokumentární filmy
- František Braun (1986, režie Bruno Šefranka, Jan Špáta)
- Mistři českého animovaného filmu, díl 16., Všeuměl František Braun (2004, v rámci cyklu byly promítnuty tři animované filmy, na kterých se František Braun podílel a dokument z r. 1986)